# Glenfiddich

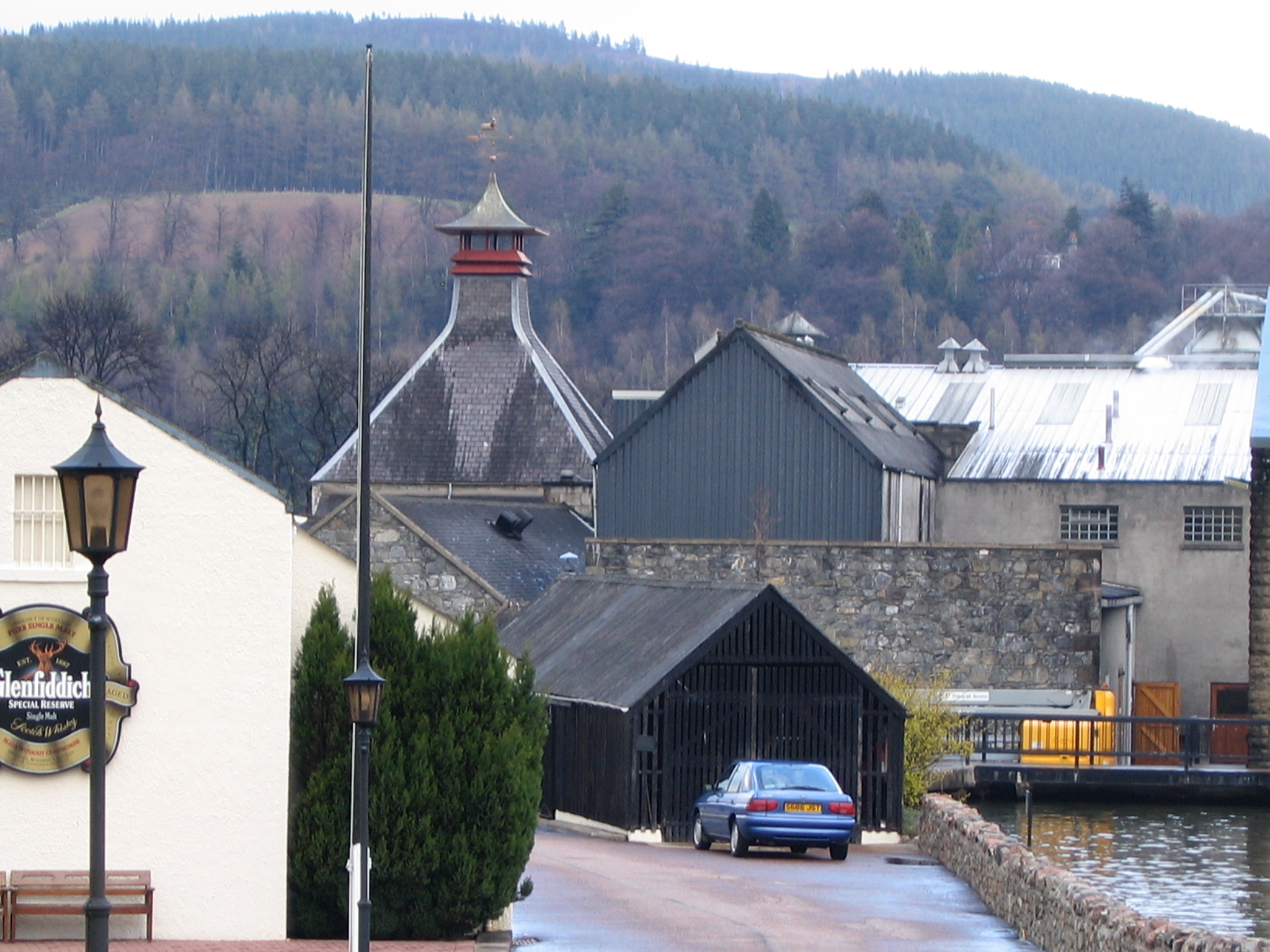
Glenfiddich destilleri

The Glenfiddich Distillery är destilleri som tillverkar single maltwhisky i Speyside i Skottland. Destilleriet grundades 1887 av William Grant och är fortfarande i släktens ägo.
Glenfiddich är det största destilleriet av single malt i Skottland med en produktionskapacitet av 10 miljoner liter per år.